# Nikolai Georgijewitsch Makarow
Nikolai Georgijewitsch Makarow, russisch Николай Георгиевич  Макаров, englische Transkription Nikolai Makarov (* Januar 1955) ist ein russischer Mathematiker, der sich mit Harmonischer Analysis befasst. Er ist Professor am Caltech.
Makarow stammt aus der Leningrader Schule der geometrischen Funktionentheorie. Er studierte an der Universität Leningrad mit dem Abschluss 1982 und der Promotion (Kandidatentitel) 1986 bei Nikolai Kapitonowitsch Nikolski über metrische Eigenschaften harmonischer Maße. Im selben Jahr erhielt er den Salem-Preis für die Lösung schwieriger Probleme zum Randverhalten der konformen Abbildung eines Kreisgebiets in ein Jordangebiet mit Hilfe stochastischer Methoden. Er war in Leningrad am Steklow-Institut. Seit den 1990er Jahren lehrt er am Caltech.
Der Satz von Makarow gibt ein Kriterium für das Verschwinden harmonischer Maße.
Zu seinen Doktoranden gehört der Fields-Medaillenpreisträger Stanislav Smirnov und Dapeng Zhan. Mit ihm befasste er sich mit stochastischen Eigenschaften iterierter polynomialer Abbildungen (Theorie von Julia-Mengen).
2020 erhielt Makarow den Rolf-Schock-Preis für Mathematik.

## Schriften
- Probability methods in the theory of conformal mappings, Algebra i Analiz, 1:1 (1989), S. 3–59
- Fine structure of harmonic measure, St. Petersburg Math. J. 10 (1999), 217–268
- mit S. Smirnov: On thermodynamics of rational maps, I. Negative spectrum, Comm. Math. Phys. 211 (2000), 705–743
- mit S. Smirnov: On thermodynamics of rational maps, II. Non-recurrent maps, J. London Math. Soc. 67 (2003), 417–432
- mit Lennart Carleson: Aggregation in the plane and Loewner's equation, Comm. Math. Phys. 216 (2001), 583–607
- mit Lennart Carleson:  Laplacian path models, J. Analyse Math. 87 (2002), 103–150
- mit I. Binder, S. Smirnov: Harmonic measure and polynomial Julia sets, Duke Math. J. 117 (2003), 343–365